# Доктор Живаго (телесериал)
«До́ктор Жива́го» — российский телесериал, экранизация одноимённого романа Бориса Пастернака.

## Сюжет
Одиннадцатисерийный рассказ о нескольких десятилетиях из жизни Юрия Живаго, героя одноимённого романа Бориса Пастернака. Основной сюжет сохранён в неприкосновенности, но убран ряд боковых сюжетных линий, в том числе брата главного героя.

## В ролях
- Олег Меньшиков — Юрий Живаго
- Варвара Андреева — Тоня
- Чулпан Хаматова — Ларa
- Олег Янковский — Виктор Комаровский
- Сергей Горобченко — Патуля
- Владимир Ильин — Александр Громеко
- Кирилл Пирогов — Михаил Гордон
- Инга Оболдина — Шурочка Шлезингер
- Андрей Краско — Маркел
- Алексей Петренко — Фаддей Казимирович
- Андрей Панин — Андрей Живаго
- Сергей Гармаш — Антипов-старший
- Наталия Коляканова — Амалия Гишар
- Антон Хабаров — Родион Гишар
- Сергей Мигицко — Гордон
- Ирина Бразговка — Анна Ивановна Громеко
- Юлия Кельчевская — Лиза
- Константин Стрельников — секретарь
- Вилли Мельников — Вольдемар
- Дмитрий Муляр — молодой хирург
- Андрей Кузичев — Гинце
- Виктор Соловьёв — председатель
- Борис Романов — священник
- Игорь Яцко — Блажейко
- Евгений Мундум — директор школы
- Виктор Степанов — Аверкий
- Галина Польских — Елена, Марфа и Серафима Микулицыны
- Олег Малахов — Ливерий
- Максим Аверин — человек-куст
- Артём Григорьев — Ранцевич
- Мария Звонарёва — Агафья
- Людмила Полякова — председатель суда
- Сергей Цепов — обвинитель
- Виктория Исакова — Маринка
- Сергей Газаров — Алавердов
- Андрей И — главврач
- Юлия Иконописцева — девушка на музыкальном вечере
- Сергей Заботин — эпизод

## Съёмочная группа
- Сценарий: Юрий Арабов по мотивам романа Бориса Пастернака
- Режиссёр-постановщик: Александр Прошкин
- Операторы-постановщики:
  - Геннадий Карюк
  - Александр Карюк
- Композитор: Эдуард Артемьев
- Главный художник: Виктор Юшин
- Художник-постановщик: Владимир Ермаков

## Награды
- Премия «Золотой орёл» (2007)
  - Лучший телевизионный сериал (11 серий и более)
  - Лучший актёр на ТВ (Олег Янковский)
  - Лучшая работа художника-постановщика
  - Лучшая музыка
- Номинации на премию «Золотой орёл»
  - Лучшая актриса на ТВ (Чулпан Хаматова)
- Премия ТЭФИ 2006
  - Лучшая мужская роль в телевизионном фильме/сериале (Олег Янковский)
  - Лучшая женская роль в телевизионном фильме/сериале (Чулпан Хаматова)

## Музыка к фильму
Главная музыкальная тема первоначально была написана Эдуардом Артемьевым для фильма Никиты Михалкова «Очи черные», однако по формальным причинам для работы в картине был приглашен другой композитор (Франсис Ле).